# Grand Prix cycliste de Montréal 2015
La 6e édition du Grand Prix cycliste de Montréal a lieu le 13 septembre 2015. Il s'agit de la 26e épreuve de l'UCI World Tour 2015.

Il fut remporté par le cycliste belge Tim Wellens.

## Présentation

### Équipes
21 équipes participent à ce Grand Prix cycliste de Québec - 17 ProTeams, 3 équipes continentales professionnelles et 1 équipe nationale.
| UCI WorldTeams      | UCI WorldTeams | UCI WorldTeams |
| Nom de l'équipe     | Pays           | Code           |
| ------------------- | -------------- | -------------- |
| AG2R La Mondiale    | France         | ALM            |
| Astana              | Kazakhstan     | AST            |
| BMC Racing          | États-Unis     | BMC            |
| Cannondale-Garmin   | États-Unis     | TCG            |
| Etixx-Quick Step    | Belgique       | EQS            |
| FDJ                 | France         | FDJ            |
| Giant-Alpecin       | Allemagne      | TGA            |
| IAM                 | Suisse         | IAM            |
| Katusha             | Russie         | KAT            |
| Lampre-Merida       | Italie         | LAM            |
| Lotto NL-Jumbo      | Pays-Bas       | TLJ            |
| Lotto-Soudal        | Belgique       | LTS            |
| Movistar            | Espagne        | MOV            |
| Orica-GreenEDGE     | Australie      | OGE            |
| Sky                 | Royaume-Uni    | SKY            |
| Tinkoff-Saxo        | Russie         | TCS            |
| Trek Factory Racing | États-Unis     | TFR            |

| Équipes continentales professionnelles | Équipes continentales professionnelles | Équipes continentales professionnelles |
| Nom de l'équipe                        | Pays                                   | Code                                   |
| -------------------------------------- | -------------------------------------- | -------------------------------------- |
| Bora-Argon 18                          | Allemagne                              | BOA                                    |
| Drapac                                 | Australie                              | DPC                                    |
| Europcar                               | France                                 | EUC                                    |

| Équipe nationale           | Équipe nationale | Équipe nationale |
| Nom de l'équipe            | Pays             | Code             |
| -------------------------- | ---------------- | ---------------- |
| Équipe nationale du Canada |                  | Canada           |

## Classement final
| \| Classement général \| Classement général \| Classement général \| Classement général \| Classement général \| \| Coureur \| Coureur \| Pays \| Équipe \| Temps \| \| ------------------ \| ------------------ \| ------------------ \| ------------------- \| ------------------ \| \| 1er \| Tim Wellens \| Belgique \| Lotto-Soudal \| 5 h 20 min 09 s \| \| 2e \| Adam Yates \| Royaume-Uni \| Orica-GreenEDGE \| + 0 s \| \| 3e \| Rui Costa \| Portugal \| Lampre-Merida \| + 2 s \| \| 4e \| Jan Bakelants \| Belgique \| AG2R La Mondiale \| + 4 s \| \| 5e \| Tiesj Benoot \| Belgique \| Lotto-Soudal \| + 4 s \| \| 6e \| Wilco Kelderman \| Pays-Bas \| LottoNL-Jumbo \| + 5 s \| \| 7e \| Romain Bardet \| France \| AG2R La Mondiale \| + 5 s \| \| 8e \| Robert Gesink \| Pays-Bas \| LottoNL-Jumbo \| + 9 s \| \| 9e \| Philippe Gilbert \| Belgique \| BMC Racing Team \| + 9 s \| \| 10e \| Tom-Jelte Slagter \| Pays-Bas \| Cannondale-Garmin \| + 9 s \| \| 11e \| Jürgen Roelandts \| Belgique \| Lotto-Soudal \| + 9 s \| \| 12e \| Michał Kwiatkowski \| Pologne \| Etixx-Quick Step \| + 9 s \| \| 13e \| Manuele Mori \| Italie \| Lampre-Merida \| + 9 s \| \| 14e \| Simon Geschke \| Allemagne \| Giant-Alpecin \| + 9 s \| \| 15e \| Alexis Vuillermoz \| France \| AG2R La Mondiale \| + 12 s \| \| 16e \| Simon Yates \| Royaume-Uni \| Orica-GreenEDGE \| + 12 s \| \| 17e \| Bauke Mollema \| Pays-Bas \| Trek Factory Racing \| + 12 s \| \| 18e \| Alexey Lutsenko \| Kazakhstan \| Astana \| + 12 s \| \| 19e \| Michael Matthews \| Australie \| Orica-GreenEDGE \| + 12 s \| \| 20e \| Tony Gallopin \| France \| Lotto-Soudal \| + 15 s \| |                    |             |                     |                 |
| |                    |             |                     |                 |
| Sources : ProCyclingStats Cycling Quotient |                    |             |                     |                 |
| Classement général |                    |             |                     |                 |
| Coureur | Coureur            | Pays        | Équipe              | Temps           |
| 1er | Tim Wellens        | Belgique    | Lotto-Soudal        | 5 h 20 min 09 s |
| 2e | Adam Yates         | Royaume-Uni | Orica-GreenEDGE     | + 0 s           |
| 3e | Rui Costa          | Portugal    | Lampre-Merida       | + 2 s           |
| 4e | Jan Bakelants      | Belgique    | AG2R La Mondiale    | + 4 s           |
| 5e | Tiesj Benoot       | Belgique    | Lotto-Soudal        | + 4 s           |
| 6e | Wilco Kelderman    | Pays-Bas    | LottoNL-Jumbo       | + 5 s           |
| 7e | Romain Bardet      | France      | AG2R La Mondiale    | + 5 s           |
| 8e | Robert Gesink      | Pays-Bas    | LottoNL-Jumbo       | + 9 s           |
| 9e | Philippe Gilbert   | Belgique    | BMC Racing Team     | + 9 s           |
| 10e | Tom-Jelte Slagter  | Pays-Bas    | Cannondale-Garmin   | + 9 s           |
| 11e | Jürgen Roelandts   | Belgique    | Lotto-Soudal        | + 9 s           |
| 12e | Michał Kwiatkowski | Pologne     | Etixx-Quick Step    | + 9 s           |
| 13e | Manuele Mori       | Italie      | Lampre-Merida       | + 9 s           |
| 14e | Simon Geschke      | Allemagne   | Giant-Alpecin       | + 9 s           |
| 15e | Alexis Vuillermoz  | France      | AG2R La Mondiale    | + 12 s          |
| 16e | Simon Yates        | Royaume-Uni | Orica-GreenEDGE     | + 12 s          |
| 17e | Bauke Mollema      | Pays-Bas    | Trek Factory Racing | + 12 s          |
| 18e | Alexey Lutsenko    | Kazakhstan  | Astana              | + 12 s          |
| 19e | Michael Matthews   | Australie   | Orica-GreenEDGE     | + 12 s          |
| 20e | Tony Gallopin      | France      | Lotto-Soudal        | + 15 s          |

Meilleur grimpeur:  Louis Vervaeke (Lotto-Soudal)
Meilleur canadien:  Michael Woods (Équipe Canada)

### UCI World Tour
Ce Grand Prix cycliste de Montréal attribue des points pour l'UCI World Tour 2015, par équipes uniquement aux équipes ayant un label WorldTeam, individuellement uniquement aux coureurs des équipes ayant un label WorldTeam.
| Position,          | 1er | 2e | 3e | 4e | 5e | 6e | 7e | 8e | 9e | 10e |
| Classement général | 80  | 60 | 50 | 40 | 30 | 22 | 14 | 10 | 6  | 2   |

#### Classement individuel
Ci-dessous, le classement individuel de l'UCI World Tour à l'issue de la course et du Tour d'Espagne qui se termine le même jour.
| Rang | Coureur            | Équipe        | Points |
| ---- | ------------------ | ------------- | ------ |
| 1    | Alejandro Valverde | Movistar      | 615    |
| 2    | Joaquim Rodríguez  | Katusha       | 474    |
| 3    | Nairo Quintana     | Movistar      | 457    |
| 4    | Alexander Kristoff | Katusha       | 453    |
| 5    | Fabio Aru          | Astana        | 448    |
| 6    | Christopher Froome | Sky           | 430    |
| 7    | Alberto Contador   | Tinkoff-Saxo  | 407    |
| 8    | Greg Van Avermaet  | BMC Racing    | 324    |
| 9    | Rui Costa          | Lampre-Merida | 324    |
| 10   | Richie Porte       | Sky           | 314    |

#### Classement par pays
Ci-dessous, le classement par pays de l'UCI World Tour à l'issue de la course et du Tour d'Espagne qui se termine le même jour.
| Rang | Pays        | Points |
| ---- | ----------- | ------ |
| 1    | Espagne     | 1 833  |
| 2    | Colombie    | 1 069  |
| 3    | Royaume-Uni | 1 041  |
| 4    | Italie      | 1 006  |
| 5    | Belgique    | 905    |
| 6    | Pays-Bas    | 848    |
| 7    | France      | 781    |
| 8    | Australie   | 777    |
| 9    | Allemagne   | 587    |
| 10   | Norvège     | 453    |

#### Classement par équipes
Ci-dessous, le classement par équipes de l'UCI World Tour à l'issue de la course et du Tour d'Espagne qui se termine le même jour.
| Rang | Équipe           | Points |
| ---- | ---------------- | ------ |
| 1    | Katusha          | 1 526  |
| 2    | Movistar         | 1 419  |
| 3    | Sky              | 1 254  |
| 4    | Etixx-Quick Step | 988    |
| 6    | Tinkoff-Saxo     | 929    |
| 7    | Astana           | 916    |
| 5    | BMC Racing       | 810    |
| 8    | Lotto-Soudal     | 702    |
| 9    | Orica-GreenEDGE  | 695    |
| 10   | Giant-Alpecin    | 649    |